# Toronto Furies
Die Toronto Furies waren ein kanadisches Fraueneishockeyteam aus Toronto, das zwischen 2011 und 2019 in der Canadian Women’s Hockey League spielte. In ihrer Geschichte gewannen die Furies einmal den Clarkson Cup (2014).

## Geschichte

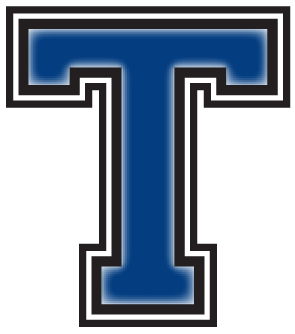
Logo des Teams von 2011 bis 2015

Die Furies wurden 2011 als Franchise der Canadian Women’s Hockey League gegründet, nachdem die Toronto Aeros den Spielbetrieb eingestellt hatten. Ein Großteil der Spielerinnen wechselte von den Aeros zu den Furies. Der Name des Teams wurde im Rahmen einer Fernsehsendung ermittelt.
Seit November 2012 kooperieren die Furies mit dem NHL-Franchise der Toronto Maple Leafs, welches das Frauenteam finanziell, materiell und mit gemeinsamen Werbekampagnen unterstützen. So wurden mehrfach Heimspiele der Furies im Air Canada Centre ausgetragen.

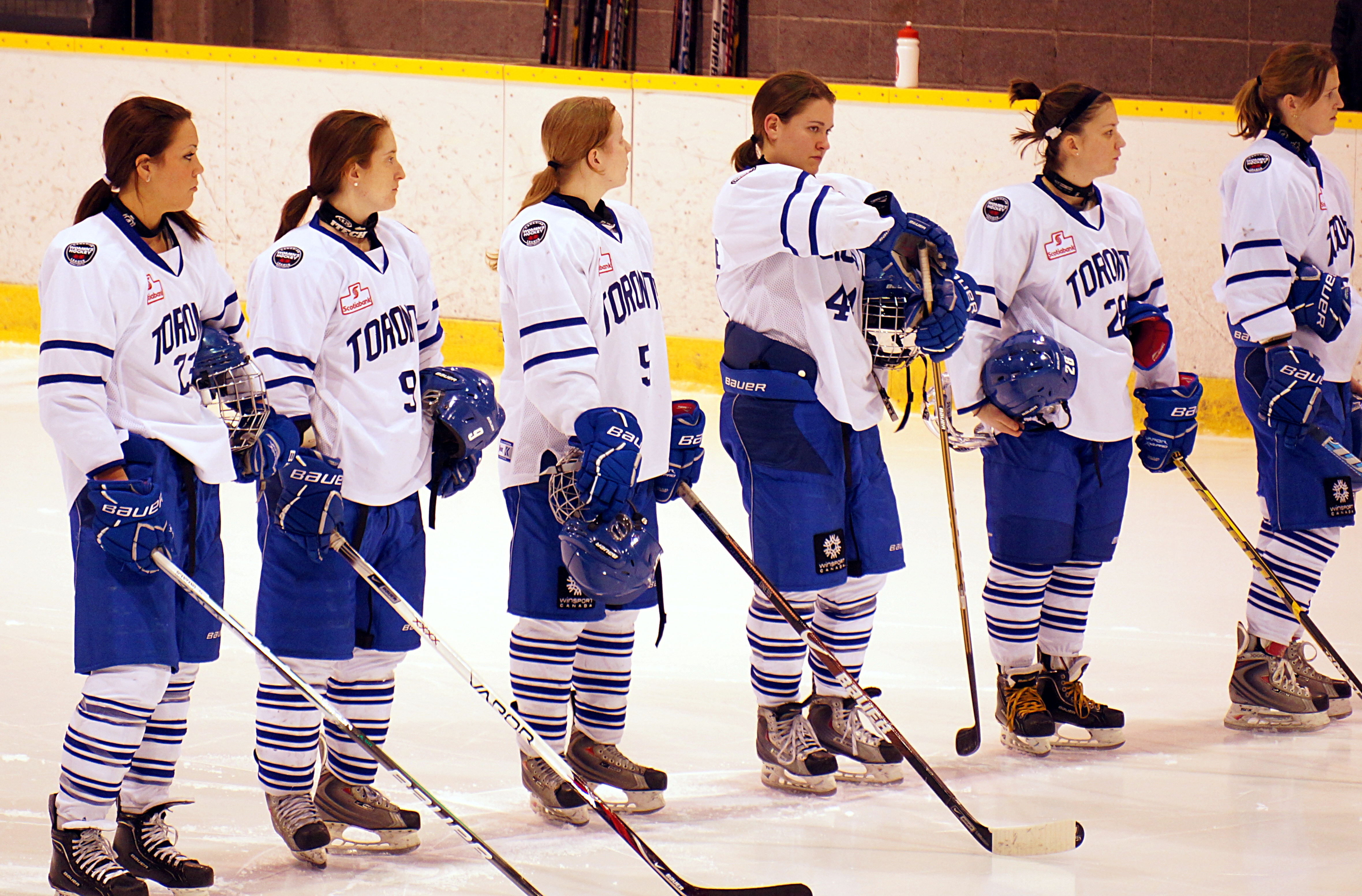
Spielerinnen der Furies im Februar 2012

Beim Clarkson-Cup-Turnier 2014 in Markham erreichten die Furies ihren ersten großen Titelgewinn, als sie im Finale die Boston Blades mit 1:0 besiegten und damit den Clarkson Cup gewannen. In den folgenden Jahren erreichten die Furies zwar regelmäßig die Playoffs, schieden aber jeweils im Halbfinale aus.
Am 31. März 2019 gab die Liga die Einstellung ihres Betriebs, inklusive aller der durch die Liga betriebenen Teams, bekannt.

## Erfolge

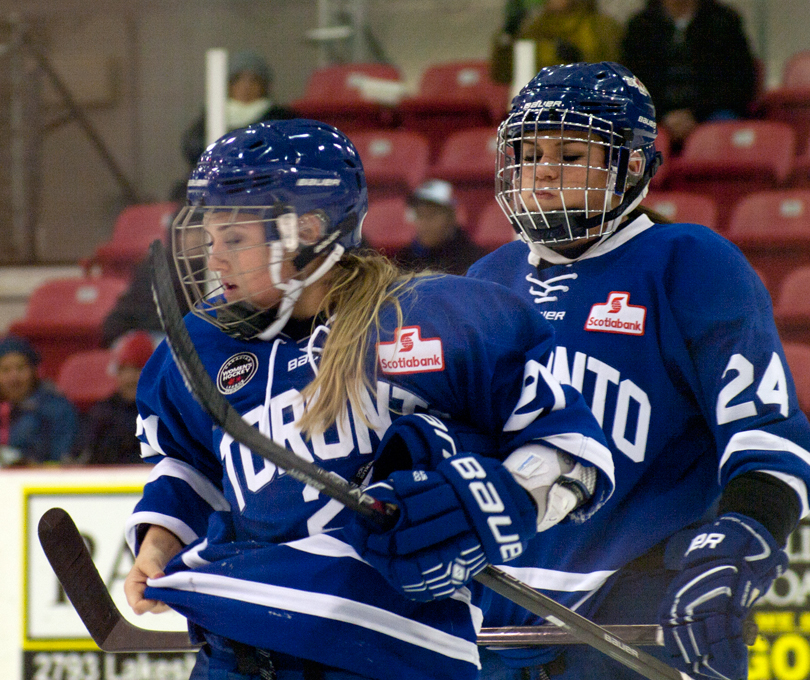
Kelly Terry (li.) und Natalie Spooner (2015)

### Meistertitel
- 2014 Clarkson Cup

### Individuelle Auszeichnungen
- 2014 Sommer West, CWHL-Trainer des Jahres
- 2015 Mallory Deluce, Isobel Gathorne-Hardy Award
- 2014 Christina Kessler, Clarkson-Cup-MVP

## CWHL Draft
| Jahr | Spieler          | Position | College                   |
| ---- | ---------------- | -------- | ------------------------- |
| 2010 | Tessa Bonhomme   | 1.       | Ohio State Buckeyes       |
| 2011 | Jesse Scanzano   | 5.       | Mercyhurst Lakers         |
| 2012 | Rebecca Johnston | 2.       | Cornell Big Red           |
| 2013 | Katie Wilson     | 2.       | Minnesota Duluth Bulldogs |
| 2014 | Megan Bozek      | 2.       | Minnesota Golden Gophers  |
| 2015 | Emily Fulton     | 2.       | Cornell Big Red           |
| 2016 | Renata Fast      | 2.       | Clarkson Knights          |

## Saisonstatistik
Legende zur Saisonstatistik: GP oder Sp = Spiele insgesamt; W oder S = Siege; L oder N = Niederlagen; T oder U = Unentschieden; OTS = Siege nach Verlängerung (Overtime);  OTN oder OL = Overtime-Niederlagen; SOS = Shootout-Siege; SOL oder SON = Shootout-Niederlagen; P oder Pkt = Punkte; Pct % = Siege in %; GF oder T = Tore; GA oder GT = Gegentore
| Saison  | Sp | S  | OTS | OTN | N  | T  | GT  | Pkt | Regular Season | Postseason             |
| ------- | -- | -- | --- | --- | -- | -- | --- | --- | -------------- | ---------------------- |
| 2011/12 | 27 | 9  | –   | 5   | 13 | 75 | 105 | 26  | Platz 4        | Platz 4 (Finalturnier) |
| 2012/13 | 24 | 10 | –   | 1   | 13 | 60 | 72  | 21  | Platz 4        | Platz 3 (Finalturnier) |
| 2013/14 | 23 | 10 | –   | 3   | 10 | 70 | 61  | 23  | Platz 4        | Clarkson Cup           |
| 2014/15 | 24 | 5  | 3   | 3   | 13 | 51 | 88  | 19  | Platz 4        | Halbfinale             |
| 2015/16 | 24 | 6  | 0   | 2   | 16 | 59 | 87  | 14  | Platz 4        | Halbfinale             |
| 2016/17 | 24 | 9  | 1   | 4   | 11 | 52 | 58  | 22  | Platz 4        | Halbfinale             |
| 2017/18 | 28 | 9  | 0   | 2   | 17 | 56 | 99  | 20  | Platz 6        | Play-offs verpasst     |
| 2018/19 | 28 | 14 | 0   | 0   | 14 | 64 | 77  | 28  | Platz 4        | Halbfinale             |

## Bekannte Spielerinnen
- Erin Ambrose
- Alyssa Baldin
- Michelle Bonello
- Tessa Bonhomme
- Megan Bozek
- Kori Cheverie
- Renata Fast
- Rebecca Johnston
- Carolyne Prévost
- Sami Jo Small
- Natalie Spooner
- Sena Suzuki